# James Gang
I James Gang sono stati un gruppo musicale rock statunitense, formatosi a Cleveland, Ohio, nel 1966.
Nonostante il gruppo non abbia mai avuto un notevole successo, eccetto nel nord-est dell'Ohio, la fama raggiunta dal chitarrista Joe Walsh ha sicuramente conferito al gruppo una notevole visibilità.

## Storia

### Un inizio travagliato
Piuttosto travagliati furono gli albori della band: il gruppo nasce nel 1966, a Cleveland, ma già dall'inizio la prima formazione, che comprendeva Jim Fox (batteria), Tom Kriss (basso), Ronnie Silverman (chitarra), Phil Giallombardo (tastiere), Greg Grandillo (chitarra), vide dei drastici cambiamenti: Grandillo fu ben presto rimpiazzato dal chitarrista Dennis Chandler, mentre Silverman, chiamato alle armi, venne sostituito da Bill Jeric. Anche Chandler ben presto lasciò il gruppo, e fu rimpiazzato da Glen Schwartz. Ad ogni modo, nessuno dei membri della formazione originaria lasciò del materiale registrato.
Nel gennaio del 1968, Joe Walsh sostituì Schwartz dopo che questi lasciò la band per trasferirsi in California, dove avrebbe formato i Pacific Gas & Electric. Il gruppo continuò in cinque per un breve periodo, almeno sino a che Giallombardo non lasciò per darsi ad altre attività. Jeric e Walsh lavorarono così insieme alle parti di chitarra, ma anche Jeric ben presto decise di lasciare, e abbandonò il gruppo nella primavera del 1968. Venne sostituito da Ronnie Silverman, che nel frattempo era stato congedato dall'esercito.

### Un nuovo gruppo
Nel maggio del 1968 il gruppo si esibì a Detroit, nella sala grande della Motown Record Company, aprendo il concerto dei Cream. Soltanto all'ultimo minuto, però, Silverman decise che non avrebbe preso parte al concerto e non avrebbe suonato. Il gruppo aveva disperatamente bisogno di soldi, e quel concerto era la grande occasione per debuttare nel mondo della musica. Decisero così di prendervi parte comunque come trio. Pochi mesi prima dell'uscita del loro album di debutto, Yer' Album, Silverman decise di lasciare definitivamente la band. Era il 1969; adesso i James Gang sono un trio: Fox, Chriss e Walsh.
Successivamente, sempre nel 1969, il produttore del gruppo, Bill Szymczyk, che lavorava come coordinatore musicale del film Zachariah - una sorta di "western-rock musical" basato sul romanzo di Hermann Hesse Siddharta, diretto da George Englund e scritto dal Firesign Theater Comedy Group - riuscì a coinvolgere la band nel progetto e a far loro incidere due pezzi da includere nella colonna sonora, "Laguna Salada" e "Country Fever". Per permettere a Walsh una maggiore concentrazione sulla chitarra, la band si avvalse di un nuovo cantante/frontman, Kenny Weiss. La presenza di quest'ultimo, però, che prestò la propria voce unicamente per "Country Fever", durò ben poco: Weiss, infatti, fu licenziato poco dopo che il gruppo volò in Messico per la presentazione del film.  Le due canzoni composte per il musical, "Laguna Salada" e "Country Fever", riapparvero in seguito come tracce extra nella raccolta del 2000 "Greatest Hits".

### James Gang Rides Again
Nel 1970 uscì il secondo album del gruppo, "James Gang Rides Again", che includeva, tra le altre, la popolare canzone "Funk #49". Da quel momento, Kriss venne rimpiazzato al basso da Dale Peters. In quello stesso anno la band aprì un concerto degli Who, durante un loro tour nel Regno Unito.
Dopo altri due album, "Thirds" (che include il singolo "Walk Away") e il disco live "James Gang live in concert", nel 1971, Walsh lasciò il gruppo per intraprendere la carriera da solista. Fu così che il cantante Roy Kenner e il chitarrista Domenic Troiano entrano nella band, e vi restarono per i due album successivi, "Passin' Thru" (Luglio 1972) e "Straight Shooter" (Ottobre 1972). Nel 1973 Trojano, infatti, lasciò il gruppo per entrare nei Guess Who nel 1974. Fu sostituito da Tommy Bolin (già membro degli Zephyr). Anche Bolin partecipò alle incisioni dei successivi due album, "bang!" e "Miami", ma anch'egli lascio il gruppo, alla metà del 1974, per entrare nei Deep Purple dai primi mesi del 1975.
Nei primi mesi del 1975, Fox e Peters decisero di tentare di nuovo, con una formazione totalmente rinnovata, che includeva il cantante Bubba keith e il chitarrista Richard Shack, i quali contribuirono al nuovo album, "Newborn", tra le cui tracce spiccava una reinterpretazione di un famoso brano di Elvis Presley; "Heartbreak Hotel". A suggello della nuova formazione, entrò a far parte della band il chitarrista scozzese Jimmy McCulloch, che era, però, già stato scelto dai "Paul McCartney & Wings". 
L'ultima registrazione della band risale al 1976, "Jesse Come Home in February 1976", il cui titolo si rifaceva all'omonimo "James" del nome del gruppo, il criminale Jesse James, che vide la collaborazione di uno dei primi membri, Phil Giallombardo, che successivamente replicò la collaborazione con il chitarrista-cantante Bob Webb. Ma nessuno degli album del periodo post-Walsh riuscì ad eguagliare il successo che la band raggiunse quando essa lo vedeva tra le sue file. Quando la band si sciolse definitivamente, nel 1977, Fox era l'ultimo componente rimasto del quintetto originario.

### Reunion successive
La formazione "classica" del gruppo (Walsh, Peters, Fox) si riunì in seguito per un concerto in occasione delle elezioni di Bill Clinton alla "Cleveland State University convocation center" il 4 novembre del 1996. Apparirono nel Drew Carey Show, nella stagione 1998/99, e alla "Rock and Roll Hall Of Fame" nel febbraio del 2007. Nell'estate del 2005 il gruppo si esibì in una serie di concerti nei dintorni di Cleveland.
Nell'aprile del 2006 è stato annunciato che Walsh, Peters e Fox avrebbero iniziato un tour negli States l'Estate successiva, avvalendosi di un nuovo tastierista e di un cantante. Nell'agosto dello stesso anno il gruppo fece una breve apparizione all'Howard Stern Show sul Sirius Satellite Radio.

## Formazione

### Ultima
- Joe Walsh - voce, chitarra (1968-1971; 2022)
- Dale Peters - basso (1966-1977; 2022)
- Jimmy Fox - batteria (1966-1977; 2022)

### Altri ex membri
- Tom Kriss - basso (1966–1969)
- Phil Giallombardo - tastiera (1966-1968)
- Ronnie Silverman - chitarra (1966-1968)
- Dennis Chandler - chitarra (1966)
- Glenn Schwartz - chitarra (1966–1968)
- Roy Kenner - chitarra (1972–1974)
- Domenic Troiano - chitarra (1972–1974)
- Tommy Bolin - chitarra (1973–1974)
- Bob Webb - chitarra (1974-1977)

## Discografia

### Album in studio
- 1969 - Yer' Album
- 1970 - James Gang Rides Again
- 1971 - Thirds
- 1972 - Straight Shooter
- 1972 - Passin' Thru
- 1973 - Bang
- 1974 - Miami
- 1975 - Newborn
- 1976 - Jesse Come Home

### Album live
- 1971 - James Gang Live in Concert

### Compilation
- 1973 - The Best of Featuring Joe Walsh
- 1973 - 16 Greatest Hits